# Mark Ibold
Mark Ibold (1962) was de bassist en medeoprichter van Pavement. Daarnaast speelde hij in Free Kitten en werd in 2007 de opvolger van Jim O'Rourke in Sonic Youth. Tevens deed hij veel cameo-optredens in Comedy Centrals Strangers with Candy.